# Portrait d'un homme de face, le visage en léger profil gauche
Portrait d'un homme de face, le visage en léger profil gauche est un tableau de Corneille de Lyon.

## Description
Ce tableau représente probablement un ecclésiastique ou d'un magistrat, vêtu d'un manteau au col de fourrure et coiffé d'une barrette. Les parfaites proportions du buste prouvent que les tableaux où Corneille le réduit ne sont pas une erreur technique mais une simple convention. Ce portrait, l'un des plus vivants de Corneille, est marquant par ses volumes marqués et la vivacité de sa touche, sans détails inutiles.
L'œuvre est conservée au Palazzo Bianco de Gênes. L'institution l'a reçu en legs de la duchesse de Galliera.